# Hans van Drumpt
Hans van Drumpt (Voorschoten, 22 augustus 1939 – Maastricht, 29 juni 2015) was een Nederlands schilder die woonde en werkte in Maastricht.

## Biografie
Hans van Drumpt is de oudste zoon van Theo van Drumpt en Joop (Johanna) Bonefaas. In 1940 verhuisde de familie naar Gennep. Na de oorlog gaf Joop daar naai- en spraakles in een Moluks barakkenkamp, waar Hans haar regelmatig opzocht. Zijn moeder raakte zeer geïnteresseerd in de Molukse cultuur. Via haar leerlingen verzamelde ze beeldjes en andere Molukse voorwerpen. Voor het eerst kwam Hans in aanraking met een andere cultuur. Dit oefende een sterke aantrekkingskracht op hem uit en zijn moeder stimuleerde die belangstelling. In 1950 werd zijn vader, die bij de politie werkte, overgeplaatst naar Maastricht. Hans was toen elf en zou er de rest van zijn leven blijven wonen. De familie was inmiddels uitgebreid met zus Ineke en broer Peter. 
In ruil voor het maken van een portret kreeg Hans een Asmat-sculptuur. De aandacht van Hans voor niet-westerse culturen werd groter. Wat hier begon, zou leiden tot een enorme collectie tribale kunst uit Oceanië en Afrika. Maar het raakte ook verweven met zijn creativiteit en kwam later tot uiting in zijn eigen werk. Van 1955 tot 1959 volgde hij een opleiding aan de Middelbare Kunstnijverheidsschool, tegenwoordig de Maastricht Institute of Arts. Zijn talent voor beeldende kunst kwam volledig tot zijn recht. En dan moest hij in militaire dienst. Hij hoopte op uitzending naar Nieuw-Guinea. Vlak na zijn keuring kreeg hij een hersenvliesontsteking die hem bijna fataal werd. Hij raakte een week in coma en belandde in een militair ziekenhuis. Van Nieuw-Guinea was geen sprake meer. 

### 1960 – 1978
In 1960 gaat Van Drumpt naar de Jan van Eyck Academie in Maastricht, richting vrije schilderkunst. Hij ontmoet er o.a. Harry Marks, Appie Drielsma en Harry Bartels. Van Drumpt leert zijn eerste partner kennen, met wie hij van 1963 tot 1967 is getrouwd. Het stel verhuist naar een oud herenhuis in de Bredestraat in Maastricht. Hier wordt in 1964 hun dochter geboren. In datzelfde jaar voltooit hij zijn opleiding en krijgt hij meteen een baan als gastdocent tekenen aan de Academie van Bouwkunst. In 1967 wordt hij ook docent beeldende kunst en kunstgeschiedenis aan de Middelbare Meisjesschool in Weert.
In 1970 gaat hij voor een studiereis met zijn gezin naar Amerika. Naar New York, Washington D.C. en Baltimore in de staat Maryland. 
Weer terug in Nederland start hij als docent tekenen aan de Tehatex in Tilburg, tegenwoordig de Academie voor Beeldende Vorming. Dit blijft hij doen tot zijn vijftigste. Daarnaast is hij van '72 tot '75 docent aan de Academie voor Beeldende Vorming in Maastricht. In 1978 geeft hij enkele gastcolleges beeldende vorming aan de Jan van Eyck Academie. 
Eind 1972 krijgt hij de kans om zijn intrek te nemen in een historisch pand in het centrum van Maastricht. Uitkijkend op de protestantse Sint-Janskerk en de katholieke Sint-Servaasbasiliek. Voordat Van Drumpt kwam, werd dit huis bewoond door Henri Schoonbrood, de in 1972 overleden schilder en glazenier. 
Na de ‘Jan van Eyck’ slaat hij de weg in van het abstract expressionisme. In zijn hele kunstenaarschap zie je dat hij zich continu beweegt tussen het abstract expressionisme en het abstract geometrische. Het is zijn manier bij uitstek om zijn beleving van de omgeving te verbeelden. Hij is een van de eerste abstracte schilders in Maastricht.

### 1979 – 1989
Aan de TeHaTex in Tilburg leert hij zijn tweede partner kennen met wie hij tot 1991 samen blijft. In 1979 trekt ze bij hem in, samen met haar zevenjarige dochter. Niet lang daarna komt zijn dochter weer bij hem wonen en in december 1982 wordt zijn tweede dochter geboren. Hij vult zijn huis met tribale kunst en design meubelen van o.a. Gispen, Marcel Breuer, Arne Jacobsen en een Amerikaanse keuken van Raymond Loewy. Zijn eigen schilderijen maken het geheel compleet. 

### 1989 – 2015
In 1989 gaat Van Drumpt voor het eerst naar Zuid-Afrika. Hij wil de objecten van zijn verzameling in hun eigen context ervaren en raakt onmiddellijk in de ban van de etnische culturen. Er zullen nog vele reizen volgen. Hij kiest in zijn werk nu steeds meer voor primaire vormen, vlakken en geometrische patronen zoals ze voorkomen op kleding, dekens, andere gebruiksvoorwerpen en sieraden, vervaardigd van zaadjes of kraaltjes. Ook bezoekt hij KwaNdebele, een regio in Zuid-Afrika waar de Zuid-Ndebele wonen. Onder de indruk van hun narratieve schilderingen in geometrische vormen introduceert hij in 1991 twee Ndebele-kunstenaressen bij architect Jo Coenen, die op dat moment bezig is met de nieuwbouw van de universiteit van Maastricht. De wanden van de entree, de gangen naar de nieuwe collegezaal en de collegezaal zelf worden door hun werk verrijkt, dat als een veelkleurige draad door de architectuur loopt. Tot 2004 is Zuid-Afrika zijn jaarlijkse bestemming, met name de tribale regio’s. Daarna gaat hij naar Niger in West-Afrika, onder meer naar de Toeareg. In 2008 gaat hij voor de vierde en laatste keer naar West-Afrika.

## Werk van Hans van Drumpt

### 1964 – 1968
Zijn eerste schilderijen zijn olieverf op linnen. Het zijn abstracte composities met een zekere frivoliteit. In oktober 1965 exposeert hij zijn werk in de groepstentoonstelling Jonge Nederlandse Kunst In het Raadhuis van Heerlen.
Zijn eerste solo-expositie volgt in de zomer van 1966 in kunsthandel Dejong-Bergers in Maastricht. Van Drumpt toont ronduit revolutionair werk en de opening is voor die tijd minstens zo bijzonder. Meteen volgen er twee exposities. Samen met de beeldhouwer Appie Drielsma en schilder Ad Visser in Brunssum en nog een groepstentoonstelling in Heerlen. 
Een expositie van nieuw werk in het Kritzraedthuis in Sittard krijgt lovende recensies. Zijn eerste buitenlandse tentoonstelling in het Zimmertheater in Aken. Exposities in Amstelveen, Amsterdam, Maastricht en een groepstentoonstelling met Harry Marks en de Amerikaan Shinkichi Tajiri. 
De schilderijen uit deze periode doen denken aan pop-art, Maar kritiek op de consumptiemaatschappij, zo aanwezig in de pop-art, zien we bij Van Drumpt niet. Hij schildert alledaagse voorwerpen, losgezongen van hun vertrouwde omgeving en geplaatst in een kille Mondriaan-achtige restruimte. Het zijn werken zonder franje. Strak geschilderde geometrie. Onontkoombaar, koud en genadeloos. Af en toe meldt zich toch de dichter in hem en verrijkt hij het doek met sierlijk golvende lijnen. Ze roepen bijvoorbeeld de associatie op met een vrouw die al de straat uit is en een spoor van parfum heeft getrokken.

### 1969 – 1975
Na een periode van expressie op het doek slaat Hans van Drumpt een nieuwe weg in. Geïnspireerd door Sol LeWitt kiest hij voor grafiek, met een duidelijke knipoog naar het structuralisme in de architectuur. Grafische, minimalistische structuren en primaire kleuren voeren de boventoon. Conceptuele kunst, waarbij driedimensionale vormen tot in het kleinste detail worden uitgewerkt in een voorstudie op papier. Van staal, staaldraad en hout maakt hij ze in de ruimte en laat ze dan weer terugkeren in een plat vlak. Hij brengt zijn ideeën ook over op het doek, in houten blauw-gele blokken en op sculpturen van hout en aluminium. Het Bonnefantenmuseum neemt vier schilderijen op in zijn collectie.
Na deze productieve periode gaat hij eind 1970 naar Amerika, waar hij zich verder verdiept in het conceptualisme en het abstract-expressionisme van Mark Rothko, Josef Albers, Frank Stella, Sol LeWitt en Jackson Pollock.

### 1979 – 1982
We zien een vrijere en meer impulsieve kant van hem. Zintuiglijke indrukken van het landschap, de mensen, geluiden, voorwerpen en kleuren. Alsof hij zijn hand de vrije loop laat. En af en toe word je verrast door grafische en bouwkundige elementen. Hij werkt schetsen uit tot een serie aquarellen. Transparante kleurvlakken, ijl en dun van toon tegen een witte achtergrond. Ze zijn met losse, ronde streken gemaakt en getuigen van zijn nieuwe inspiratiebron. De daarop volgende serie Geometrische Abstracties is een samenspel van technieken. De aquarellen lijken voort te komen uit eerder werk, maar ze zijn speelser en vrijer van vorm en kleur.
Dat zie je ook in de reeks potloodtekeningen op papier. Het zijn grote intense bladen die met emotie en verdichting een verhaal vertellen. In 1982 gaan de tekeningen qua stijl weer moeiteloos over in aquarellen. Hij werkt nu met felle kleuren en wilde potloodlijnen en penseelstreken. Een en al euforie en vrolijkheid. Tegen het eind van het jaar hanteert hij een kleurenpalet dat natuurlijker is en meer ingetogen. Dan keert het Franse landschap terug in zijn werk.

### 1983 – 1984
In het bosrijke gebied van Les Landes maakt Van Drumpt in de zomers van '83 en '84 een groot aantal schilderijen. De kleuren van de omgeving versmelten met die op het papier. Het papier wordt één met het bos. 
Het zijn voor de toeschouwer geen gemakkelijke schilderijen. Eerst zie je alleen een beweeglijk samenspel van talloze kleurtoetsen in verschillende richtingen. Alsof je met halfgesloten ogen kijkt naar de regendruppels op een boomtak in de zon. Maar laat je je meevoeren op de golven van de kleuren, dan ontwaar je daadwerkelijk Les Landes. De vloeibare hars die uit de aangebrachte wonden van de pijnbomen sijpelt en opgevangen wordt in potjes, de knisperende naalden op de grond, de ondergaande zon tussen de dennenbomen, het groene naaldendak en de rijpende bramen. Alles komt tot leven, als je er de tijd voor neemt.

### 1985 – 1986
Maakte hij in voorgaande jaren vooral aquarellen, in de winter van '84-'85 werkt hij alleen nog met gouache en olieverf. Lijnen en kleuren vloeien niet meer in elkaar over, maar contrasteren of vullen elkaar aan. Dat geeft een nieuwe dynamiek. Stormachtig en met meer emotie. Composities in fellere kleuren en woestere vormen, en hier en daar toch ook weer geometrische structuren. Hij exposeert opnieuw in het buitenland. De befaamde Kunsthalle Bielefeld toont werk van hem uit de jaren '81 tot '85. Het is de eerste keer dat een hedendaagse Nederlandse kunstenaar die eer te beurt valt. Een Duitse kunstcriticus omschrijft zijn werken als Landkarten der Seele in Farbe. Ook schildert Van Drumpt een nieuwe serie dagboeken. In tegenstelling tot de dagboekbladen die hij in 1980 met houtskool schetste, zijn dit kleurige met gouache gevulde bladen. 

### 1987 – 1989
De techniek waar hij in 1985 mee begint te experimenteren, ontwikkelt hij steeds verder. Zijn inspiratiebron blijft de natuur. In zijn vorig werk vooral de bomen, de zon en de lucht. Nu richt zijn blik zich naar beneden. Aardse kleuren met hier en daar zwarte tinten, alsof hij zoekt naar de verborgen holtes in zijn fantasie. Dit werk zit vol contrasten: licht en donker, beweeglijk golvend en sterk geometrisch, kleine streken en lange uithalen. Intens en ruig. 
De vierkante vorm van het doek lijkt hem aan te spreken. Veel verschijnt in dit formaat, bijvoorbeeld een deel van de serie Bergen en Rivieren. Ook de serie Cook Archipel, een denkbeeldige reis van Captain Cook, is in groot formaat op vierkant doek uitgewerkt. Motieven van Polynesische schilderingen op tapa-papier zijn het uitgangspunt. Aanvankelijk word je overweldigd door heftigheid en chaos. Maar als je wat langer kijkt, onderga je de dwingende ordening die van de talloze kleurvlakken en lijnen een harmonisch geheel maakt. Het befaamde restaurant De Kersentuin in Amsterdam exposeert dit werk in 1989. 

### 1989 – 1994
Deze periode is een nieuw keerpunt in zijn oeuvre. Tijdens zijn eerste reis verblijft en schildert hij bij de Zulu’s. Daar leert hij het gebruik van rode Zulu-aarde kennen, de zogeheten ‘heilige aarde’. Weer thuis maakt hij er met olie- en waterverf van, die als basis dient voor zijn schilderijen. De invloed van de Afrikaanse cultuur wordt zichtbaar. 
Het Zuid-Afrikaanse landschap heeft hem geïnspireerd evenals de architectuur, sieraden, textiel, kleding en andere gebruiksvoorwerpen van diverse etnische groepen. Het werk is anders qua compositie. Grotere vlakken, strakkere lijnen. Nieuwe, geometrische vormen: driehoeken, ruiten, rasters, zigzags, vierkanten en varianten daarop. Ook de kleurstelling weerspiegelt Zuid-Afrika in de ogen van Van Drumpt. 
Hij begint er ook aan een reeks op papier: Love Letters KwaZulu.
Ook het Ndebele-volk inspireert hem. De door vrouwen gemaakte muurschilderingen op de woningen in het dorp brengt hij over op het doek. We zien hier en daar figuratieve elementen die in zijn eerdere werk niet voorkomen. 
KwaZulu Love Letters heet de expositie in 1992 waar hij zijn nieuwe creaties presenteert. Ze worden enthousiast ontvangen. Deze tentoonstelling in Artifonie in Noorbeek is gelieerd aan Kings of Africa in het MECC in Maastricht, een tentoonstelling met een imposante collectie Afrikaanse voorwerpen uit het Berlijnse museum voor volkenkunde. 
In 1993 experimenteert hij met schilderstape.

### 1995 – 2000
Zijn atelier in Zuid-Frankrijk, met uitzicht op het heuvelachtige landschap, geeft hem rust en inspiratie. Toch zie je Frankrijk niet terug in wat hij maakt. De voorwerpen, beadwork en sieraden die hij uit Afrika heeft meegenomen en die ook zijn vakantiehuisje opsieren, hanteert hij als referentiemateriaal. Hij schildert strakke composities op doek en papier en gebruikt olieverf en gouache. Meestal heldere kleuren, zwart en wit.

### 2001 – 2015
Zoals Hans van Drumpt eigen is, verandert zijn stijl met zijn leven mee. In deze periode is zijn werk in feite een vertaalslag van herinneringen. Zo is er een serie van drie werken waarop geabstraheerde Zulu-vrouwen staan afgebeeld. Een ode aan Zuid-Afrika. 
De reizen naar Niger inspireren hem bij het laatste deel van zijn oeuvre. De indrukken die hij in de Sahara heeft opgedaan, krijgen thuis in zijn atelier gestalte op het schilderslinnen. De serie De binnenplaats bestaat uit vier werken die samen één geheel vormen. Toch hebben ze ten opzichte van elkaar geen vaste plek. Van Drumpt geeft je de vrijheid om ermee te spelen. De werken - deels onafgemaakt - met felle kleuren op een zwarte achtergrond zijn gebaseerd op de klederdracht van Wodaabe-mannen die zich voor een huwelijksmarkt hebben uitgedost om zich te presenteren aan huwbare vrouwen.
Zijn laatste levensjaren schildert hij niets meer. Er komt nog tweemaal een expositie in Maastricht: een verzameling van zijn werk vanaf 1995. In 2007 in galerie Stevens en in 2010 in galerie Dis.

## Exposities
- 1964 galerie Artishock, Maastricht
- 1965 Raadhuis, Heerlen Jonge Nederlandse Kunst, groepsexpositie
- 1966 Dejong-Bergers, Maastricht
- 1966 De Galerij, Brunssum, met Appie Drielsma en Ad Visser
- 1966 Raadhuis, Heerlen, Jonge Nederlandse Kunst, groepsexpositie
- 1967 Kritzraedthuis, Sittard
- 1967 Zimmertheater, Aken
- 1967 Museum Aemstelle, Amstelveen
- 1968 Dominicanenkerk, Maastricht, Facetten, reizende groepsexpositie met Hay Mansvelders, Harry Marks, S.G. Tajiri, Ad Visser
- 1968 Appendance, Stedelijk Museum Roermond, Facetten
- 1968 galerie Bols Taverne, Amsterdam
- 1969 Raadhuis, Heerlen, Jonge Nederlandse Kunst, groepsexpositie
- 1971 Raadhuis, Heerlen, Jonge Nederlandse Kunst, groepsexpositie
- 1981 Thuis expositie, Henric van Veldekeplein, Maastricht
- 1982 Bonnefantenmuseum, Maastricht, eigen collectie abstracte werken
- 1983 galerie de Nieuwe Weg, Doorn, Bloedende Bomen
- 1984 galerie Michel, Sittard, Landschappen
- 1985 Kunsthalle Bielefeld, Duitsland, Werken 1981-1985
- 1987 galerie Wanda Reiff, Maastricht, Werken op papier
- 1988 gallery Larry Becker Philadelphia, From The Netherlands, groepsexpositie met Pieter Heynen, Sjak Marks, Jaques Timp, Hans van Wetering
- 1989 restaurant De Kersentuin, Amsterdam, Aarde-Licht, met Peter Bremers
- 1991 galerie Curvatuur, Brussel
- 1992 galerie Artifonie, Noorbeek, KwaZulu Love Letters, gelieerd aan de tentoonstelling Kings of Africa in het MECC, Maastricht
- 1997 Universiteit van Pretoria, Zuid-Afrika, Building Bridges Between Cultures Through Art, geannuleerd
- 2007 galerie Stevens, Maastricht
- 2010 galerie Dis, Maastricht, Ode aan Afrika